# Goulet-Turpin
Pour les articles homonymes, voir Goulet et Turpin.
Goulet-Turpin est une entreprise française de commerce aujourd'hui disparue. Elle est à l'origine de deux révolutions commerciales en France : la création, le 6 juillet 1948, du premier libre-service en France, à Paris (dans le 18e arrondissement)  et du premier supermarché français, d'une surface de 560 m2, l'Express-Marché de Rueil Plaine en région parisienne en octobre 1958.

## Histoire
Fondée à Reims par Modeste Goulet (Jonchery-sur-Suippe, 1851 - Reims, 1928) et son épouse Eugénie Turpin en 1874, l'année de leur mariage, Goulet-Turpin était une société succursaliste spécialisée dans le commerce de détail alimentaire. 
Le nombre de succursales passe à deux en 1886 en s'installant à Gennevilliers.
En 1888, Goulet-Turpin compte 22 magasins ; en 1900, 49 ; en 1914, 304. À la fin de la guerre il n’y en a plus que 7 qui fonctionnent. En effet, l'enseigne est installée en particulier dans l'Aisne, la Marne et les Ardennes, départements largement détruits par la Première Guerre mondiale, mais la reconstruction est rapide. 

### Accélération et développement
En 1928, Goulet-Turpin compte 500 magasins. 
Il y en a plus de 700 à la veille de la Seconde Guerre mondiale. 
Le 6 juillet 1948, Goulet-Turpin crée le premier libre-service en France, à Paris (dans le 18e arrondissement, 2 rue André-Messager).
Le 15 octobre 1958, l'entreprise ouvre le premier supermarché en France, avec l'Express-Marché proposant 2 000 articles en libre-service dans une seule surface de 560 m2, à Rueil Plaine en région parisienne, avec un parking pour garer sa voiture.
En 1967, Goulet-Turpin absorbe La Ruche moderne, une entreprise de commerce alimentaire à succursales multiples de Troyes,, et L'Economie moderne, une entreprise de commerce alimentaire à succursales multiples de Suippes.
Début des années 1970, la chaîne s'est développée dans toute la France, il y a plus de 1 000 magasins, dont 20 supermarchés Express Marché, 5 hypermarchés GEM, des fast-foods Chicken shop, magasins de bricolage Bricolage GEM, Cafeteria et Bowling.

### Difficultés financières et rachat
En 1974, Goulet-Turpin fait face à des difficultés financières importantes. L'entreprise va finir par être cédée.
En 1979, Promodès et Euromarché reprennent le parc de magasins Goulet-Turpin.

## En images

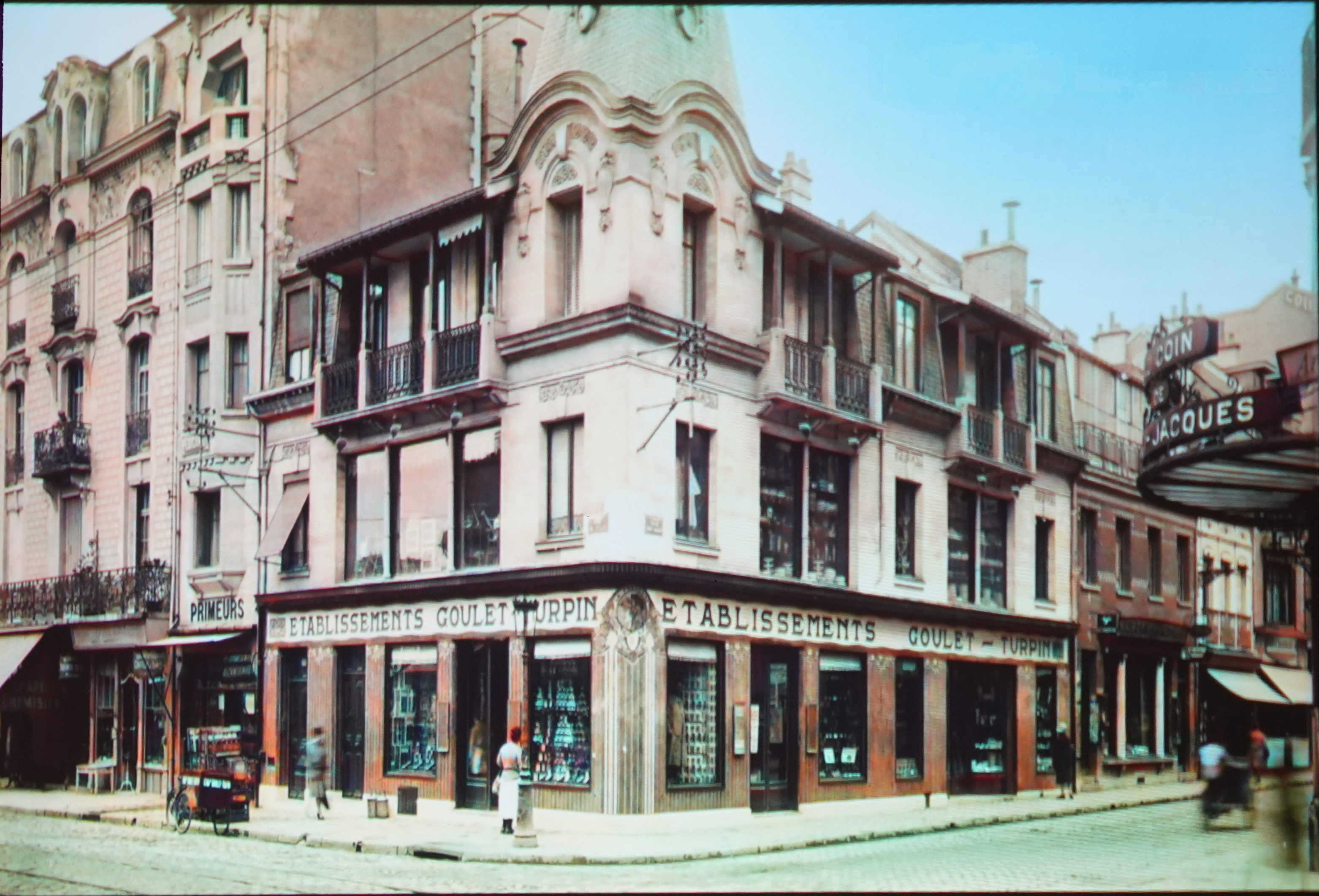
Au XXe siècle, rue de Vesle
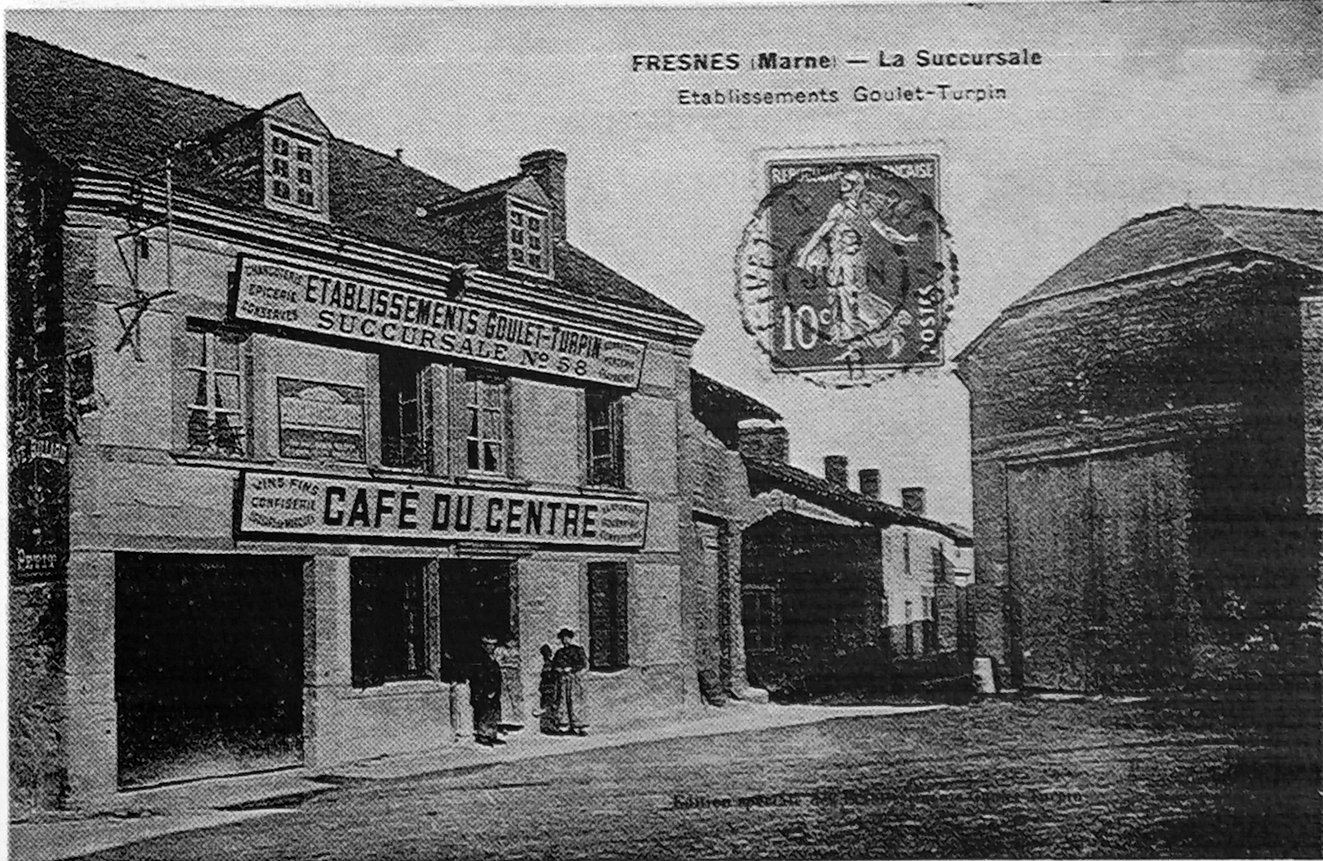
à Fresnes-sur-Marne
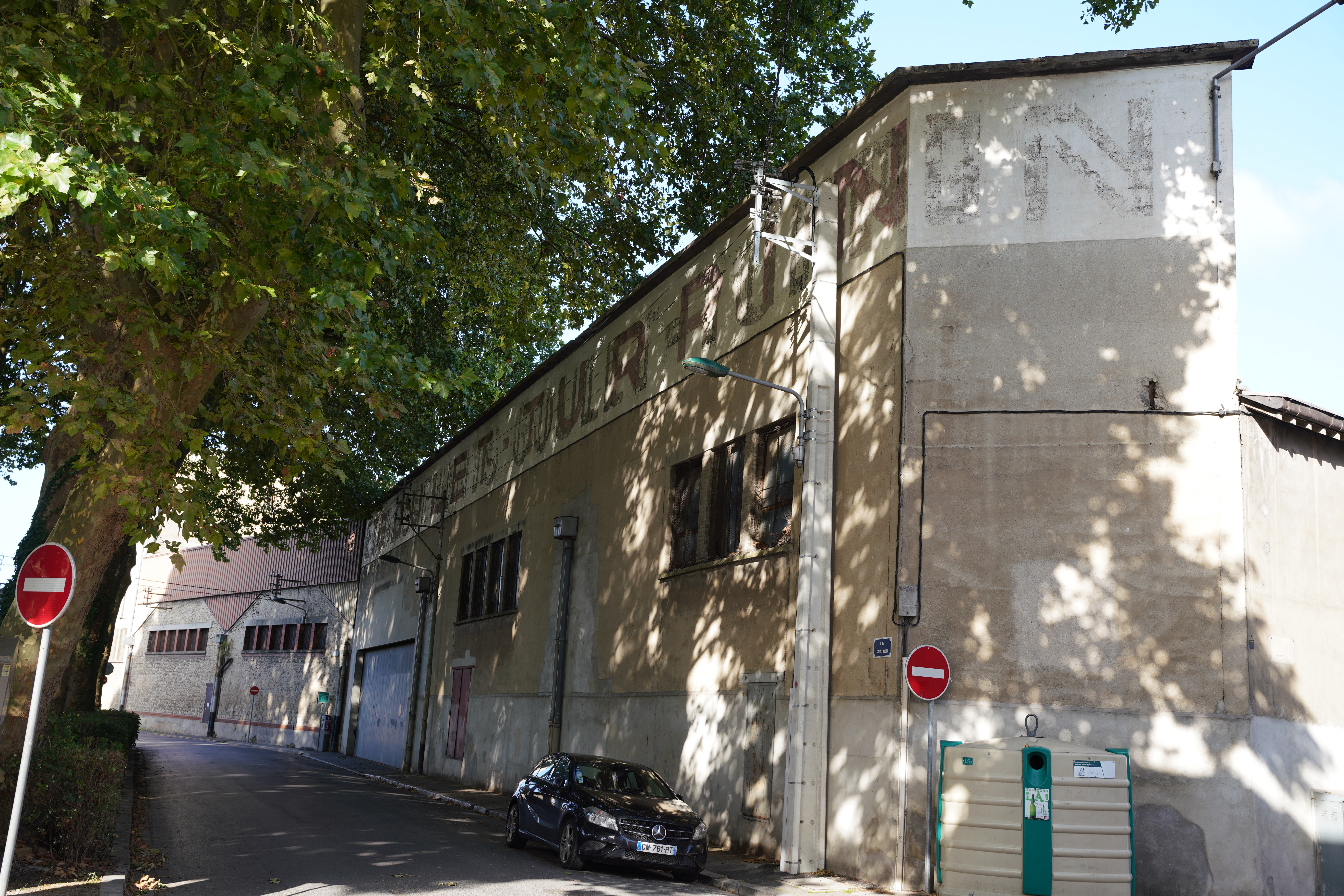
et une trace actuellement rue Soussillon à Reims.